# Tawiwa
Tawiwa – libijski poligon rakietowy koło miasta Sabha, 600 km na południe od Trypolisu. W latach 1981 i 1982 swoje rakiety testowała tam niemiecka firma OTRAG. Wykonano tam kilkadziesiąt prób.